# Загребино (Удмуртия)
Загре́бино — деревня в Игринском районе Удмуртии.

## Общие сведения
Деревня расположена на 60-м километре трассы Р321 «Ижевск—Игра—Глазов», в 24 км к югу от районного центра — посёлка Игра.

## Население
| 2010 | 2012 |
| ---- | ---- |
| 21   | →21  |

## Улицы[3]
- Берёзовая
- Трактовая